# Víctor M. Leiva
Víctor Manuel Leiva Perez  (Managua, 25 de junio de 1916 - 7 de abril de 1995) de nombre artístico "Víctor M. Leiva" fue un compositor y músico nicaragüense que es considerado pionero del Son nica y llamado el "Arquitecto de la música popular nicaragüense".

## Reseña biográfica
Nació en Managua, 25 de junio de 1916, en una casa ubicada de la Casa del Obrero, una cuadra al este y una cuadra al sur, en la calle Colón de Managua.
Fue el primogénito, de nueve hijos, del matrimonio conformado por Carlos Leiva Orozco, de oficio comerciante maderero y Carmenza Vásquez.
Aprendió el oficio de barbero, llegando a instalar una barbería lujosa que estuvo ubicada De la iglesia San Antonio dos cuadras al sur, sitio de trabajo cotidiano donde aprovechaba para exponer sus discos a la venta.
A los 18 años Víctor M. Leiva Vásquez, en 1934, contrae matrimonio con su primera esposa, Celina González, una jovencita con la que procreó dos hijos: Víctor Manuel y Carmenza ambos de apellido Leiva González.

En 1968 Víctor M. Leiva Vásquez conoce a una Joven de 16 años Rosario del Carmen Ramírez con la que vivió casi veinte y siete (27) años , contrae matrimonio civil en 28/10/1993, con la que había  procreando  tres  hijos, Carlos Alberto,Víctor Manuel y Fátima del Rosario ambos de apellido Leiva Ramírez.

## Carrera musical

### Inicios
En 1932, a los escasos 16 años da a conocer su vigoroso espíritu de compositor con El caballo cimarrón interpretado por el trío "Los Pinoleros", compuesto en ese entonces por Julio Castillo, José Robleto y Justo Santos, iniciando así una dilatada carrera musical. 
En 1948 hace su primera grabación profesional en el estudio de Juan María Navas Barraza, que estaba ubicado frente al costado norte de Catedral, contiguo al Club Social Managua, cerca de la Plaza de La República. Las primeras canciones que grabó fueron "El caballo cimarrón" y "No sé por qué te quiero".
Arquitecto de la música  y Pionero del Son Nica, en sus melodías expresa la alegría del Nica y la belleza de las mujeres.

### Estancia en México
Uno de los momentos más grandes de la vida artística de Víctor M. Leiva ocurre en 1960 cuando viaja a la Ciudad de México en compañía del cantante Luis Méndez para grabar doce temas de su propia autoría en los estudios de la RCA Víctor, en dichos estudios logró grabar al lado de los maestros Chucho Ferrer, Mario Ruiz Armengol, el trío Los Arieles, y Los Cuatro Soles.
Fue invitado para un programa en vivo en la Radio XEW La Voz de la América Latina desde México, donde Méndez cantó los temas del maestro Leiva, 
alternando con Lucha Villa, el Mariachi Vargas de Tecalitlán, Los Cuatro Soles y el actor-compositor José Ángel Espinoza "Ferrusquilla".

### Homenaje nacional
De todos los homenajes y reconocimientos que le hicieron en vida, siempre recordaba el que en 1964 le hizo el Doctor René Schick Gutiérrez, entonces Presidente de La República. Fue con un desfile musical en el Estadio Nacional con la participación de las bandas musicales más reconocidas del país, como la Banda de Guerra de la Guardia Nacional de Nicaragua, de la Banda Musical de la Policía, la Banda Musical de los Bomberos de Managua, la Banda Musical de los Boys Scout y las bandas rítmicas estudiantiles de los colegios más representativos de la Managua de los años sesenta del siglo XX. Durante el desfile aviones de la Fuerza Aérea de Nicaragua (FAN) dejaban caer flores. 
"¡Eso fue grandioso!"

### Triunfo en Estados Unidos
En 1969 junto con Luis Méndez participó en un certamen latinoamericano de folklore realizado en Hollywood y ganó el segundo lugar con el tema El Toro Huaco, un son típico que compuso en Masaya. En los Estados Unidos fue tanto el impacto de su composición que una entrevista que concedió fue transmitida para toda América Latina. En Nueva York le ofrecieron grabar un LP y terminó grabando cuatro, también grabó para RCA Víctor de México.

## Devoto de Tata Chombo
Era un católico practicante y asistía a misa con regularidad. Fue devoto de San Jerónimo, esto lo motivó a componer el tema Tata Chombo en reconocimiento a los milagros de sanación del venerado Santo a quien llamó "el Doctor que cura sin medicina".

## Producción musical
En 63 años de vida artística grabó varios discos de larga duración o LP (long play) y aproximadamente 300 temas con el respaldo de destacados grupos musicales y solistas nicaragüenses y extranjeros, entre ellos: 
- Trío Los Pinoleros
- Trío Xolotlán
- Trío Los Emperadores
- Orquesta de Julio Max Blanco
- Mariachi Solingalpa de Matagalpa
- Guillermo Domínguez y su Champú Musical
- Raúl Traña y los Platillos Voladores
- Los Solistas del Terraza
- Los Rítmicos de Radio Mundial

Entre los intérpretes nacionales se encuentran: 
- Luis Méndez
- César Andrade
- Leonel Zúñiga
- Adilia Méndez
- Irma Álvarez
- Rony Porras
- Abraham Loásiga

Sus discos más vendidos fueron Cumbia Piquetona (su gran aporte a la Cumbia, ritmo musical originado en Colombia), Centroamérica y La Bailarina, el tema que fue su orgullo y que más respeto es Miriam, en la interpretación de Luis Méndez con el acompañamiento del trío "Los Arieles" de México, al grado que este tema no quiso entregarlo a grupos musicales y solistas de renombre internacional que le solicitaron su autorización para regrabarlo, en vida decía: 

A mi me hubiera gustado que me cantaran mis temas Elio Roca y Marco Antonio Muñiz, el primero era mi amigo y conversamos sobre el asunto, pero ya en Estados Unidos no lo pude localizar más. A Marco Antonio Muñiz lo conocí a través de Luis Méndez, pero no pudimos grabar, cuando Muñiz me pidió grabar mis temas, Yo ya los había comprometido con Luis.
Yo componía en una finca, en barrios, en mi casa de día, noche y madrugada, a toda hora, pero más de noche. Yo levantaba a mi mujer y a mis hijos para que me escucharan y al día siguiente les preguntaba si se me había olvidado algo.

## Reconocimientos
- Medalla reconociéndolo como Mejor Compositor de Música Típica, presea que recibió de manos del musicólogo Salvador Cardenal Argüello en 1956.

- Medalla designándolo como Mejor Compositor de Música Popular de Nicaragua por parte del Ministerio de Educación Pública en 1960.

- Premio La Palma de Oro al lograr el segundo lugar en el Festival de la Composición Folclórica Latinoamericana en Hollywood (1969).

- En 2010 después de quince años de su muerte, fue develizado un monumento erigido en su memoria. Consta de una base de cemento brusco que sostiene una guitarra forjada en hierro y bronce de aproximadamente 5 metros de altura, en dos lados de la base está adornado con placas de mármol conmemorativas, se ubica De la Rotonda Hugo Chávez 80 metros al sur, costado oeste de Plaza Inter.

- año 2019, 25 de junio. Alcaldía de Managua rinde Homenaje de 103 años de Natalicio en el Teatro Romeo, ubicado en Parque Las Palmas. El homenaje también fue extendido a su hijo Víctor M. Leiva Ramírez también músico y pintor quien falleció el 1 de marzo de 2017.[3]